# Bill Fiedler
Bill Fiedler (10 de gener de 1910 - 30 de setembre de 1985) fou un futbolista estatunidenc. Va formar part de l'equip estatunidenc a la Copa del Món de 1934.